# Motifs
Albums de Paris Combo
Live
(2002) 5
(2014)
Motifs est le quatrième album du groupe français Paris Combo.

## Liste des Titres
1. High, Low, In
2. Calendar
3. Aquarium
4. Ennemis Siamois
5. Étoile pâle
6. Touriste d'une vie
7. Baguée
8. Motus
9. Reflet
10. Prête à porter
11. Baron de chaise
12. Discordance
13. Aléas
14. Je ne sais qui fumer